# Comocladia grandidentata
Comocladia grandidentata är en sumakväxtart som beskrevs av Nathaniel Lord Britton. Comocladia grandidentata ingår i släktet Comocladia och familjen sumakväxter. Inga underarter finns listade i Catalogue of Life.